# René Binggeli
René Binggeli, né le 17 janvier 1941 à Genève et mort le 27 septembre 2007 dans la même ville, est un coureur cycliste suisse. Il est professionnel entre 1961 et 1968.

## Biographie
Ses frères Pierre et Richard ont également été coureurs cyclistes au niveau amateur.

## Palmarès
- 1958
  - 2e du championnat de Suisse sur route juniors
- 1959
  - 2e du championnat de Suisse sur route juniors
- 1962
  - 11e étape du Tour de l'Avenir
- 1963
  - Annemasse-Bellegarde-Annemasse
  - Tour d'Anjou :
    - Classement général
    - 1re étape

  - Nice-Mont Agel
- 1964
  - 3ea et 4e étapes du Tour de Romandie
  - 2e du Tour du Nord-Ouest
  - 7e du Tour de Suisse
  - 10e du Tour de Romandie
- 1965
  - Annemasse-Bellegarde-Annemasse
  - 2e et 5eb (contre-la-montre) étapes du Circuit des Mines
  - 22e étape du Tour d'Italie
  - 2e du Circuit des Mines
  - 6e du Tour de Romandie
  - 6e du championnat du monde sur route
- 1966
  - 3e du Tour des Quatre Cantons
- 1967
  - 22ea étape du Tour de France
  - 3e du championnat de suisse sur route

## Résultats sur les grands tours

### Tour de France
3 participations
- 1965 : 49e
- 1966 : hors délais (16e étape)
- 1967 : 55e, vainqueur de la 22ea étape

### Tour d'Italie
5 participations
- 1961 : abandon
- 1965 : 20e, vainqueur de la 22e étape
- 1966 : 65e
- 1967 : 29e
- 1968 : abandon